# Escull Wachusett
Escull Wachusett:El capità Lambert de la nau Wachusett va informar que el 4 de juny de 1899 havia advertit un escull que semblava una formació de corall en una latitud d'uns 32°18'S, 151°08'W. L'escull semblava estar a uns 500 peus de d'ample. El fons era de color gris fosc amb blau intens a banda i banda de l'escull. La profunditat s'ha estimat en 5-6 braces; malauradament, no s'ha fet cap estudi.
L'edició 2005 de l'Atlas Geogràfic Nacional del Món encara mostra el Escull de Wachusett, amb una profunditat de 9 metres. No obstant això, la seva existència és dubtosa. Altres esculls propers semblen no existir: l'escull d'Ernest Legouvé, l'escull de Júpiter i l'illa de Tabor, escull Maria Theresa.